# Turn (série télévisée)
Pour les articles homonymes, voir Turn.
Turn, puis Turn: Washington's Spies, est une série télévisée américaine en quarante épisodes de 42 minutes créée par Craig Silverstein et diffusée entre le 6 avril 2014 et le 12 août 2017 sur AMC. Elle est inspirée du roman d’Alexander Rose, Washington’s Spies.
En France, la série est diffusée depuis le 20 avril 2014 sur OCS Max et elle est également disponible en Belgique sur l'offre non linéaire de Be tv. Elle reste toutefois inédite dans les autres pays francophones.

## Synopsis
L'histoire suit la vraie vie d'Abraham Woodhull, un fermier de Setauket dans l'État de New York qui, en 1776, forme avec ses amis d'enfance, un groupe d'espions appelé le Culper Ring afin de se battre pour l'indépendance des Treize colonies lors de la guerre d'indépendance des Etats-Unis dans laquelle elles étaient opposées à l'Empire britannique.

## Distribution

### Acteurs principaux
- Jamie Bell (VFB : Sébastien Hébrant) : Abraham Woodhull
- Seth Numrich (VFB : Bruno Mullenaerts) : Benjamin Tallmadge
- Daniel Henshall (VFB : Nicolas Matthys) : Caleb Brewster
- Heather Lind (VFB : Séverine Cayron) : Anna Strong
- Meegan Warner (VFB : Maïa Baran) : Mary Woodhull
- Kevin R. McNally (VFB : Martin Spinhayer) : Juge Richard Woodhull
- Samuel Roukin (en) (VFB : Jean-Pierre Denuit) : John Graves Simcoe
- Burn Gorman (VFB : Franck Dacquin) : Major Edmund Hewlett
- Ian Kahn (VFB : Olivier Cuvellier) : George Washington (récurrent saison 1, principale saisons 2 à 4)
- Owain Yeoman (VFB : Philippe Résimont) : Benedict Arnold[3] (principale saisons 2 à 4)
- Ksenia Solo (VFB : Sophie Frison) : Peggy Shippen[4] (principale saisons 2 à 4)
- Nick Westrate (VFB : Philippe Allard) : Robert Townsend[5] (récurrent saison 2, principale saisons 3 et 4)
- Angus Macfadyen : Robert Rogers (principale saisons 1 à 3, invité saison 4)
- JJ Feild : Major John André (saisons 1 à 3)

### Acteurs récurrents
- Idara Victor (VFB : Julie Basecqz) : Abigail (saison 1)
- Robert Beitzel (VFB : Steve Driesen) : Selah Strong (saison 1)
- Paul Rhys (VFB : Alain Eloy) : Roi George III (saison 2)
- Adam J. Harrington (VFB : Olivier Bony) : Lieutenant Gamble (saison 2)
- Jamie Harris : John Robeson
- Michael Gaston : General Charles Scott
- Stephen Root : Nathaniel Sackett
- John Carroll Lynch (VFB : Robert Guilmard) : James Rivington (saison 3)
- Amy Gumenick : Philomena
- King Hoey : Cicero
- Gentry White (VFB : David Manet) : Billy Lee[6] (saison 2)
- Dylan Saunders (VFB : Jean-Paul Clerbois) : Joseph Sturridge (saison 4)
- Chris Webster (VFB : Gauthier de Fauconval) : John Champe (saison 4)

- Version française
  - Société de doublage : Chinkel Studio[7]
  - Direction artistique : Manuela Servais[7]
  - Mixage : Jean-Christophe Sabatier[7]
  - Enregistrement : Stéfano Paganini & Julien Acquisto[7]
  - Montage : Romain Riaud[7]
  - Adaptation des dialogues : Laurent Van Craenenbroeck[7]

 Source et légende : version française (VF) sur RS Doublage et Doublage Série Database

## Épisodes

### Première saison (2014)
1. titre français inconnu (Pilot)
2. titre français inconnu (Who by Fire)
3. titre français inconnu (Of Cabbages and Kings)
4. titre français inconnu (Eternity How Long)
5. titre français inconnu (Epiphany)
6. titre français inconnu (Mr. Culpeper)
7. titre français inconnu (Mercy Moment Murder Measure)
8. titre français inconnu (Challenge)
9. titre français inconnu (Against Thy Neighbor)
10. titre français inconnu (The Battle of Setauket)

### Deuxième saison (2015)
Le 23 juin 2014, la série a été renouvelée pour une deuxième saison de dix épisodes diffusée depuis le 13 avril 2015.
1. titre français inconnu (Thoughts of a Free Man)
2. titre français inconnu (Hard Boiled)
3. titre français inconnu (False Flag)
4. titre français inconnu (Men of Blood)
5. titre français inconnu (Sealed Fate)
6. titre français inconnu (Houses Divided)
7. titre français inconnu (Valley Forge)
8. titre français inconnu (Providence)
9. titre français inconnu (The Prodigal)
10. titre français inconnu (Gunpowder, Treason, and Plot)

### Troisième saison (2016)
Le 15 juillet 2015, la série a été renouvelée pour une troisième saison de dix épisodes diffusée depuis le 25 avril 2016.
1. titre français inconnu (Valediction)
2. titre français inconnu (Cold Murdering Bastards)
3. titre français inconnu (Benediction)
4. titre français inconnu (Hearts and Minds)
5. titre français inconnu (Hypocrisy, Fraud, and Tyranny)
6. titre français inconnu (Many Mickles Make a Muckle)
7. titre français inconnu (Judgment)
8. titre français inconnu (Mended)
9. titre français inconnu (Blade on the Feather)
10. titre français inconnu (Trial and Execution)

### Quatrième saison (2017)
Le 26 juillet 2016, la série a été renouvelée pour une quatrième et dernière saison de dix épisodes diffusée depuis le 17 juin 2017.
1. titre français inconnu (Spyhunter General)
2. titre français inconnu (The Black Hole of Calcutta)
3. titre français inconnu (Blood for Blood)
4. titre français inconnu (Nightmare)
5. titre français inconnu (Private Woodhull)
6. titre français inconnu (Our Man In New York)
7. titre français inconnu (Quarry)
8. titre français inconnu (Belly of the Beast)
9. titre français inconnu (Reckoning)
10. titre français inconnu (Washington's Spies)